# Nico Scheepmaker
Nico Scheepmaker (Amsterdam, 13 november 1930 – aldaar, 5 april 1990) was een Nederlands (sport)journalist, dichter en columnist.

## Biografie
Van huis uit kreeg hij zijn liefde voor voetbal mee en tijdens zijn militaire dienst bij de militaire inlichtingendienst maakte hij kennis met het Russisch. Hij studeerde Slavische taal- en letterkunde aan de Universiteit van Amsterdam. Daarna werd hij vertaler. Dokter Zjivago van Boris Pasternak vertaalde hij in het Nederlands.
In de jaren 50 kreeg hij succes als dichter. Zijn debuut was de bundel Poëtisch fietsen (1955) en in 1958 kreeg hij de Anne Frank-prijs voor jeugdige schrijvers.
Daarna ging Scheepmaker de journalistiek in. Hij schreef vanaf 1957 columns in achtereenvolgens Sport&Sportwereld, Algemeen Handelsblad, Het Parool, de Volkskrant, Hollands Maandblad, Vrij Nederland, Voetbal International en de GPD-bladen. Ook had hij een tijd een column op Radio Veronica in het sportprogramma Sportief zijn en beter worden van Henk van Dorp. Zijn meest bekende pseudoniemen waren
- Trijfel (een verwijzing naar de trifle, in de GPD-bladen)
- Hopper (in de Volkskrant)
- Ivo Vettewinkel (in Sportwereld). Dit laatste pseudoniem haalde Scheepmaker van een in de jaren 50 en 60 bekende allitererende reclame "Verf Van Vettewinkel".

Daarnaast gebruikte Scheepmaker vele andere pseudoniemen: Peter de Groot, Karel Kip, N.S., Charles Poel, Nico van Rein, SA., Sch., Sch-r, Stopper, en Nico Willstein.
Als sportjournalist was Scheepmaker uniek in zijn soort. Waar collega's een gewogen oordeel over een hele wedstrijd trachtten te geven, concentreerde hij zich vaak op één speler. Hij hield dan nauwkeurig bij hoe vaak deze aan de bal was geweest en hoeveel van diens acties geslaagd waren.

Ook was hij jarenlang televisierecensent. Achter de schermen werkte hij mee aan het tv-programma Mies en scène met Mies Bouwman.
In zijn columns toonde hij zijn affiniteit met lijstjes. Nauwkeurig turfde hij bijvoorbeeld de voornamen in de geboorte-advertenties. Eind jaren zestig besteedde Scheepmaker in zijn columns veel aandacht aan de dissidente bewegingen in het toenmalige Oostblok. Dat werd hem door de linkse kring van journalisten niet in dank afgenomen; net als Loe de Jong en Karel van het Reve kreeg hij de onterechte reputatie een rechtse communistenvreter te zijn.
Enkele bekende boeken van Scheepmaker zijn Cruijff, Hendrik Johannes, fenomeen (1972), Het jonge vadersboek (1977), Het krankzinnige kwartiertje (vijftig jaar sportjournalistiek) (1978), Het Smoezenboek (1982), Theo Koomen, een leven in woord en beeld (1986) en Rembrandt heeft nooit gevoetbald (1989). De openingszin van het laatste boek illustreert zijn schrijfstijl: "We mogen rustig aannemen dat Rembrandt nooit gevoetbald heeft, althans niet in clubverband."
Postuum verscheen een bloemlezing uit zijn werk, Over alles (samengesteld door Tim Krabbé) (1991). De bundel Trijfels (samengesteld door Hans Heesen en Harry Jansen) bevat een selectie van 200 uit de ongeveer 4000 Trijfels die hij geschreven heeft (Thomas Rap, 2006).
In 1990 werd Scheepmaker tijdens een partijtje tennis getroffen door een hartaanval. Hij overleed exact zes jaar na Theo Koomen op 5 april.
Scheepmaker zou de term Droste-effect hebben bedacht.
Sinds 2004 wordt jaarlijks de Nico Scheepmaker Beker uitgereikt voor het beste sportboek.